# David Van Hoyweghen
David Van Hoyweghen (Hamme, 20 maart 1976) is een Belgisch voetbalcoach en voormalig voetballer. Hij speelde als centrale verdediger of als rechtsachter. 

## Spelerscarrière
Van Hoyweghen begon zijn profcarrière bij SK Beveren in 1995 en bleef daar drie seizoenen, waarvan één in Tweede klasse. In 1998 ging hij voor Eendracht Aalst spelen. Toen die club in 2002 in vereffening ging, koos Van Hoyweghen voor AA Gent. Na twee goede seizoenen bij Gent viel hij uit de basis. Daarna speelde hij nog een seizoen voor STVV en vierde zijn terugkeer bij Beveren, maar Beveren degradeerde.
Van Hoyweghen verkoos in Eerste klasse te blijven spelen, bij Roeselare. In 2009 tekende hij bij FCN Sint-Niklaas, waarmee hij in 2011 naar Tweede Klasse promoveerde. Zijn laatste club was K. Merksem SC. In 2012 stopte hij hier definitief als voetballer.

## Trainerscarrière

### VW Hamme
In 2018 ging hij aan de slag bij VW Hamme als sportief directeur. In april 2019 nam hij tot het einde van het seizoen over als trainer na het ontslag van Frank Magerman. Hamme was op dat moment virtueel veroordeeld tot de eindronde voor degradatie. Onder Van Hoyweghen sloot Hamme het seizoen evenwel af met 9 op 9 na zeges tegen KVV Vosselaar, Bocholt VV en City Pirates, waardoor de club uiteindelijk op een veilige twaalfde plaats eindigde.
In mei 2019 werd voormalig assistent Ahmet Türk aangesteld als nieuwe hoofdtrainer, maar na een 1 op 15 mocht hij in september van dat jaar alweer opkrassen. Van Hoyweghen nam hierop opnieuw over als trainer. De Oost-Vlaming startte op 6 oktober met een 4-1-zege tegen KVK Westhoek, waardoor Hamme zijn eerste competitiezege van het seizoen beet had. Begin december had Hamme echter nog maar negen punten, waarop  Kim Verstraeten werd binnengehaald als trainer. Toen de amateurcompetities in maart 2020 werden stilgezet, stond Hamme op een degradatieplaats, waardoor de club uiteindelijk naar de Derde afdeling degradeerde.

### KSC Lokeren-Temse
In april 2021 maakte Van Hoyweghen de overstap naar KSC Lokeren-Temse, waar hij trainer werd van het tweede elftal in Vierde provinciale. In zijn eerste seizoen eindigde hij met Lokeren-Temse B zevende in Vierde provinciale F Oost-Vlaanderen.